# HMS Archer (D78)
«Арчер» (англ. HMS Archer (D78)) — ескортний авіаносець типу «Лонг Айленд», збудований в США та переданий Великій Британії за програмою ленд-лізу.

## Історія створення
Закладений як вантажний теплохід «Mormacland». 20 травня 1940 року придбаний ВМС США для перебудови в ескортний авіаносець для Великої Британії. Перебудова проходила на верфі «New port News».
У 1941 році переданий ВМС Великої Британії.

## Історія служби

### Друга світова війна
У грудні 1941 року «Арчер» був пошкоджений внаслідок зіткнення з торговельним судном. У 1942 році після завершення ремонту здійснював доставку сухопутних літаків у Сьєрра-Леоне та Південну Африку.
Брав участь у двох протичовнових пошуках у Північній Атлантиці та супроводженні декількох трансатлантичних конвоїв (лютий — липень 1943 року).
23 травня 1943 року літаки з «Арчера» потопили німецький підводний човен U-752 — перший ворожий підводний човен, знищений британським авіаносцем в ході битви за Атлантику.
Через серйозні дефекти в енергетичній установці в серпні 1943 року «Арчер» поставили на капітальний ремонт, який, проте, так і не був завершений. 6 листопада 1943 року «Арчер» вивели в резерв і з березня 1944 року використовували як плавучу майстерню та склад.
У серпні 1944 року в Белфасті ремонтні роботи відновили, зокрема замінили головний редуктор. 15 березня 1945 року корабель став до ладу, його знову передали Міністерству транспорту. Використовували як транспорт для перевезення авіатехніки, при цьому перейменували в «Empire Lagan».

### Післявоєнна служба
У січні 1946 року корабель повернули США, і в лютому того ж року продали приватному власнику. Був переобладнаний у торговельне судно «Арчер» (з 1946 року — «Anne Salem», з 1955 року — «Tasmania», з 1961 року — «Union Reliance»).
7 листопада корабель зіткнувся з танкером «Berea» поблизу Х'юстона. Внаслідок зіткнення корабель вигорів та був посаджений на мілину. В 1962 році зданий на злам.